# Heino Hansen (komiker)
 For alternative betydninger, se Heino Hansen. (Se også artikler, som begynder med Heino Hansen)
Heino Hansen (født 12. september 1984 i Næstved) er stand-up komiker. Han har tidligere  været radiovært på The Voice. Han er kendt fra flere standupshows, og TV-optrædener. Han har samarbejdet med en række kollegaer heriblandt Jakob Svendsen ved flere lejligheder.

## Karriere
Hansen gik på Sct. Jørgens Skole i Næstved og blev uddannet bager, før han startede sin comedy-karriere. 

### Comedy
Heino debuterede som standupkomiker i november 2008 på Bispebjerg Comedy Corner. I sommeren 2009 var han fast opvarmer for Linda P til hendes første onemanshow Rommen er en tøjte på Nørrebro Teater. I 2009 optrådte han ydermere til Zulu Comedy Galla i Operaen, hvor han blev introduceret som et af "de nye håb".
Heino blev i 2010 nummer 2 til DM i stand-up. Samme år blev han nomineret til Läkerols Talentpris ved Zulu Comedy Galla. Heino har derudover deltaget i Stand-up.dk på TV2 Zulu i 2011 samt  i samarbejde med komiker Jakob Svendsen lavet showet Heino & Jakobs onemanshow i 2013.   
Heino har turneret med Comedy Zoo on Tour tre gange i henholdsvis 2010, 2012 og 2014. I 2016 turnerede han med showet Heino i Hegnet. Han har 2 år i træk udsolgt Bremen Teater på få uger med sit show Heino i hegnet.[kilde mangler] I 2015 opnåede han igen en andenplads ved DM i stand-up.
Heino optrådte til Comedy Aid i 2017 og var det efterfølgende år vært på Comedy Aid sammen med Michael Schøt.
Han har også lavet et improviseret comedyshow kaldet Heino what you did last summer, som han sammen med improkomikeren Palle Birch turnerede med i efteråret 2019.
I 2021 havde han premiere på Heino Hansen’s Første Comedy Show, som han turnerede med i 2021/2022. Showet solgte over 90.000 billetter på landsplan, blandt andet 5400 billetter i Ringsted, og der blev også opsat ekstra shows i Hansens hjemby, Næstved, hvor det endte med en rekord for Næstveds Grønnegades kasserne på 11 shows. Mick holdte den tidligere rekord på 3 shows. 

### Radio
Heino startede sit arbejde som radiovært på The Voice som "manden på gaden" i morgenshowet Vågn op med The Voice fra 2010 til 2011. I denne periode lavede han blandt andet "Danmarks dummeste kærestepar". Derefter blev han medvært på eftermiddagsprogrammet The Voice ON med DJ Chriz i perioden 2011 til 2012, hvor han blandt andet lavede "Belgien nyt".  
Han var senere aktuel med morgenshowet Chriz & Heino i samarbejde med DJ Chriz.

### TV
I 2011-12 havde Heino sit eget ugentlige show på The Voice TV med navnet Frit Fald – Med Heino Hansen. Derudover har han deltaget i forskellige TV-serier og shows, herunder:
- Komedieserien Tung Metal på TV 2 Zulu, hvor han spillede Kim)
- Sæson 2 af zHit-paraden på TV 2 Zulu
- 100 ting der er galt med mænd på DR3
- Rod i køkkenet på Kanal 5
- Gæsten og Hesten sæson 3 på DR2
- Stormester Sæson 3 på på TV 2
- Forræder sæson 2 på TV2
- Jaget Vildt sæson 5 på Kanal 5 og HBO Max

I foråret 2021 havde programmet Hvad Heinos fatter gør premiere på TV 2. Serien havde seks afsnit, hvor Heino sammen med sin far, Bjarne, tager rundt i landet.
Han var vært på Dansk Melodi Grand Prix 2023 sammen med Tina Müller. Finalen af programmet foregik i Næstved Arena.

### Podcast
Sammen med Jakob Svendsen har han lavet podcasten LilleTorsdag, Vikartimen og Bonkammerater.
Sammen med komiker-kollegaen Anders Nielsen har han siden sommeren 2018 lavet podcasten Nyt fra Næveren, hvor de gennemgår nyheder fra Næstved og omegn. Han har også lavet Remouladedomstolen.
Heino har adskillige gange været medvirkende i Brian Mørk Show, der går ud på at improvisere en tilfældig karakter.

## Privatliv
I sommeren 2018 blev han gift med Cecilia. Parret havde været sammen siden 2014.
Parret fik deres første søn i 2019. I foråret 2021 fik de endnu et barn.

## Standup shows
- Heino & Jakobs onemanshow (2013) - med Jakob Svendsen
- Heino i Hegnet (2016-2017)
- Heino what you did last summer (2019) - med Palle Birch
- Heino Hansen’s Første Comedy Show (2021-2022)